# 里克蘭區
里克蘭區（西班牙語：Distrito de Ricrán），是秘魯的一個區，位於該國中部胡寧大區的豪哈省，始建於1944年1月20日，面積319.95平方公里，海拔高度3,675米，2005年人口2,297，人口密度每平方公里7.2人。